# Systemdigtning
Systemdigtning er et litterært begreb, der betegner en tekst eller et værk, der er styret af et givent formelt system. Systemets indflydelse på teksten afhænger at det enkelte system, der på forskellige måder kan styre f.eks. tekstens antal af ord, stavelser og linjer. Den klassiske metrik med faste versemål kan betragtes som systemdigtning, men bliver almindeligvis ikke betegnet som sådan. Inger Christensen er ofte i litteraturhistorien blevet beskrevet som systemdigter, og hendes værk alfabet, der kombinerer to systemer, alfabetet og Fibonaccis talrække, er et kendt og ofte anvendt eksempel på systemdigtning i dansk litteratur. Mindre kanoniseret, men mere radikal i sit systemiske arbejde, er Klaus Høeck, der siden sin debut med Yggdrasil i 1966 har skrevet sine værker på baggrund af et system, der i Hjem (1985) findes udfoldet mest omfattende og radikalt.
Systemdigtning bruges undertiden også som betegnelse for en litterær retning eller periode fra midten af 1960'erne til starten af 1970'erne, der bliver set som en del af modernismens 3. fase, der tematiserede skriften og sproget. 'Systemet' kan her også tage sig mindre kvantitativt ud, og i stedet vedrøre en bestemt stil, en given genres koder eller sprog eller en bevidst og markeret holdning til teksten som konstruktion.